# Veral (Lugo)
Veral (llamada oficialmente San Vicente do Veral) es una parroquia y una aldea española del municipio de Lugo, en la provincia de Lugo, Galicia.

## Otras denominaciones
La parroquia también es conocida por el nombre de San Vicente de Veral.

## Organización territorial
La parroquia está formada por siete entidades de población, constando seis de ellas en el nomenclátor del Instituto Nacional de Estadística español:

### Entidades de población
Entidades de población que forman parte de la parroquia:
- Astariz
- Carballido
- Penairada
- Rebordaos
- Santo Matías (O Santo Matías)
- Veral (O Veral)

### Despoblado
Despoblado que forma parte de la parroquia:
- Real (O Real)

## Demografía

### Parroquia
| Gráfica de evolución demográfica de Veral (parroquia) entre 2000 y 2020 |
|                                                                         |
| Datos según el nomenclátor publicado por el INE.                        |

### Aldea
| Gráfica de evolución demográfica de Veral (aldea) entre 2000 y 2020 |
|                                                                     |
| Datos según el nomenclátor publicado por el INE.                    |